# Eurosfera

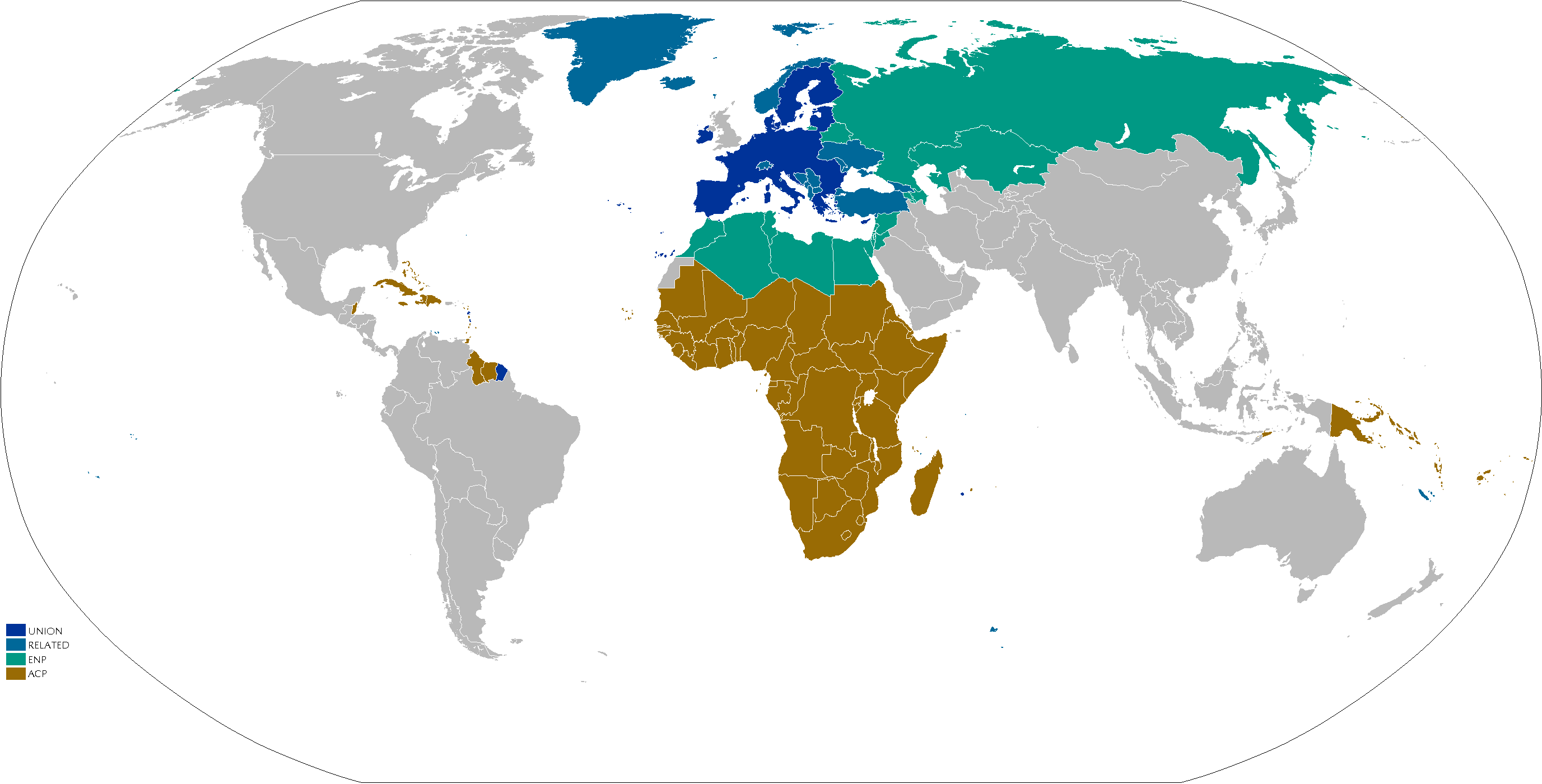
Zones d'influència de l'Eurosfera
Blau fosc: Unió Europea
Blau clar: Europa de l'Est i Magreb
Turquesa: Països de la Política Europea de Veïnatge
Marró: Països ACP

L'Eurosfera, o imperi Europeu, és la zona d'influència del suposat imperialisme polític, econòmic, cultural i ideològic originat i desenvolupat per l'Europa Occidental després de la Segona Guerra Mundial.
Sovint es considera que l'acadèmic Jan Zielonka, l'intel·lectual Mark Leonard, el polític i estrateg de la UE Robert Cooper i el president de la Comissió Europea, José Manuel Durão Barroso, foren els primers a formular el concepte d'eurosfera.
El naixement de la Unió Europea i el creixement constant del sentiment europeu es fonamenta principalment en les tragèdies de la Segona Guerra Mundial, al final de la qual tant els vencedors com els vençuts perderen el seu lloc preponderant al món, així com la conclusió de la Guerra Freda, que posà fi a diverses dècades d'imperialisme global entre els Estats Units i la Unió Soviètica alhora que donava a Europa l'oportunitat de tornar a situar-se com a contrapès als Estats Units a l'escena global.
Segons Mark Leonard, un dels principals acadèmics sobre aquest tema, el 2004 l'Eurosfera cobria 109 estats diferents. Alguns d'ells eren països europeus, però la majoria es trobaven al nord d'Àfrica, l'Orient Pròxim i el territori de l'antiga Unió Soviètica. Es tracta d'una opinió compartida per Robert Cooper, que sosté que el poder de l'imperi Europeu es basa principalment en la seva capacitat de créixer alhora que exporta la seva doctrina i cultura a països tercers. Tanmateix, molts analistes creuen que Europa manca de la cohesió, la capacitat organitzativa i, sobretot, la voluntat política necessària per dur a terme una política imperialista.